# Hardy Amies
Edwin Hardy Amies (Londres, 17 de julio de 1909-5 de marzo de 2003) fue un diseñador de moda británico. 

## Biografía
En 1927 inició un viaje de tres años por Francia y Alemania. Se inició en la moda trabajando en la firma Lachasse, en la que diseñaba ropa a medida, sobre todo para clientes de la alta sociedad. En 1937 diseñó el famoso traje Pánico, destacado por su corte impecable. Durante la Segunda Guerra Mundial sirvió en la Dirección de Operaciones Especiales, en servicios de inteligencia. En 1941 entró a trabajar en la firma Worth y, durante la contienda, colaboró con el proyecto Utility Scheme instituido por la Cámara de Comercio británica para diseñar ropa utilitaria y de bajo coste. En 1945 creó su propia empresa, abriendo una tienda en Savile Row, el centro sartorial de Londres. Con sus diseños llegó a ser la firma de alta costura británica de mayor éxito internacional. En 1952 fue nombrado modisto de la reina Isabel II, para la que diseñó vestidos hasta 1990.
Amies se movió en un estilo clásico, dentro de la tradición de la sastrería inglesa. Destacó sobre todo por sus vestidos de lana y tweed, así como sus vestidos de noche y de baile.
En 1967 diseñó el vestuario para la película 2001: A Space Odyssey de Stanley Kubrick.
En 1977 fue nombrado comendador y, en 1989, caballero comendador, de la Real Orden Victoriana.